# Titluri nobiliare maghiare

## Titluri monarhice
- Împărat (latină: imperator, maghiară: császár după germ. Kaiser). După includerea regatului Ungariei în imperiul habsburgic în 1526, Ungaria a fost sub domnia împăratului Sfântului Imperiu Roman deși Ungaria propriu zisă nu făcea parte din Sfântul Imperiu Roman.

- Rege (latină: rex, maghiară: király). Cuvântul maghiar király derivă din cel slav kral sau kralj, care, la rândul său, derivă din numele german Karl, referindu-se la Carol cel Mare. O regină domnitoare avea titlul de királynő, o regină consoartă era numită királyné.

- Principe (domnitor)(latină: princeps, maghiară: fejedelem). Fejedelem era titlul pe care îl purtau domnitorii statului maghiar înainte de încoronarea lui Ștefan I care rege al Ungariei în anul 1000. Principii Transilvaniei purtau și ei titlul de fejedelem. Francisc Rákóczi al II-lea a purtat și el acest titlu în timpul revoltei maghiare pentru independență al Ungariei din 1703-1711.

## Titluri nobiliare
- Duce (latină: dux, maghiară: herceg). Cuvântul maghiar derivă din cel german de Herzog. Inițial acest titlu putea fi purtat numai de membri ai familiei regale.

- Prinț (nedomnitor) (latină: Princeps, maghiară: herceg, fejedelem sau uralkodó). Rangul de prinț era cel mai înalt rang nobiliar care putea fi atins de un nobil maghiar. Titlul era acordat de rege în calitatea lui de monarh al Regatului Apostolic al Ungariei.

- Conte (latină: comes, maghiară: gróf). Acest titlu era utilizat în special în perioada regilor din casa de Habsburg.

- Baron (latină: baro, maghiară báró): Acest titlu era utilizat în special în perioada habsburgică. Primul titlu de baron a fost acordat de regele Vladislav II Iagello (1490–1516), rege al Ungariei și Bohemiei.

## Familii de nobili importante
- Bánffy
- Báthory
- Batthyány
- Beör
- Both
- Csáky
- Cseszneky
- Esterházy
- Frankopan (în maghiară:: Frangepán)
- Garay (în croată: Gorjanski)
- Gődény
- Hunyadi, de Hunedoara. (Ioan de Hunedoara, Voievod al Transilvaniei, Regent al Ungariei)
- Jakabfy
- Károlyi
- Kendeffy
- Lackfi (în croată: Lacković)
- Nádasdy
- Pálffy
- Perényi
- Rákóczi
- Rhédey
- Sennyey
- Somsich
- Széchenyi
- Szilágyi
- Szőnyi
- Takács de Saár (în maghiară: saári Takács)
- Teleki
- Thököly
- Zápolya, (în croată: Zapolja), (în română: Zapolia)
- Zrinski (în maghiară: Zrínyi)